# HD 37124 c
HD 37124 c는 황소자리 방향으로 지구로부터 약 108광년 떨어진 곳에 있는 외계행성이다. 2002년 제프리 마시 연구진이 도플러 분광법을 응용, 평범한 G형 항성 HD 37124 주위에서 발견했다. 이 행성은 항성의 생명체 거주가능 영역 안쪽 경계를 돌고 있는 것으로 밝혀졌다. 항성의 빛이 태양보다 약하기 때문에 행성이 받는 일사량은 화성이 태양으로부터 받는 것과 비슷하다. 질량에 근거하여 이 행성은 딱딱한 표면이 없는 가스 행성일 것으로 추측되고 있다.

## 같이 보기
- HD 37124 b
- HD 37124 d

## 참고 문헌
- (영어) Butler;  외. (2003). “Seven New Keck Planets Orbiting G and K Dwarfs”. 《The Astrophysical Journal》 582 (1): 455–466. doi:10.1086/344570. 2012년 7월 13일에 원본 문서에서 보존된 문서. 2009년 6월 21일에 확인함.